# Gewosie

Logo der Gewosie

Die Gewosie Wohnungsbaugenossenschaft Bremen-Nord e.G. ist ein Wohnungsunternehmen in Bremen-Nord. Es hat die Rechtsform einer eingetragenen Genossenschaft.

## Geschichte
In Blumenthal stieg durch das Wachstum der ortsansässigen Unternehmen (u. a. der Bremer Woll-Kämmerei von 1883 und des Bremer Vulkan von 1893) die Bevölkerungszahl ständig. Die Verbesserung der Wohnverhältnisse war dringend erforderlich. Seit 1885 war Paul Berthold Landrat im preußischen Landkreis Blumenthal. Er war ein Förderer des genossenschaftlichen Eigentums. 1892/93 entstand durch ihn der Verein zur Förderung des Wohnens der Arbeiter. 1894 gründete er als Genossenschaft den Spar- und Bauverein Blumenthal. Der Verein fing mit 55 Anteilen zu je 200 Mark an.
1896 wurde durch Berthold auch der Verband der Baugenossenschaften Deutschlands mitbegründet. Er wurde Vorsitzender des Verbandes und 1906 Direktor des neugegründeten Verbandes der Baugenossenschaften in Niedersachsen.
Die den Spar- und Bauverein führenden Mitglieder kamen aus der Oberschicht, vor allem aus der Leitungsebene der Bremer Woll-Kämmerei. Aber auch einige Arbeiter waren bereits anfänglich Mitglieder der Genossenschaft. Die Geschäftsstelle des Vereins lag in der heutigen Lindenstraße. Zunächst wurden Einfamilienhäuser in Lüssum gebaut, das 1907 in die Gemeinde Blumenthal eingemeindet wurde. Die Zahl der Genossen und der gebauten Häuser mit zumeist Einliegerwohnungen wuchs. Um 1900 waren 167 Häuser mit 341 Wohnungen gebaut worden und 1914 waren es 340 Häuser mit 860 Wohnungen. Auch Altbauten wurden übernommen und saniert. Bei der Vulkanwerft entstanden seit 1896 mehrere Wohnbauten.
Im Ersten Weltkrieg stagnierte die Entwicklung des Vereins. Nach dem Krieg wurde im Verein der Einfluss der Arbeiterorganisationen stark. 1933 hatte der Verein 537 Mitglieder. Nach 1933 übernahmen die Nationalsozialisten mit den NSDAP-Funktionären die Macht in der Organisation. 1940 wurden vier Genossenschaften zusammengeführt: die Bau- und Siedlungsgenossenschaft Lesum und Umgebung, die Bau- und Siedlungsgenossenschaft Schönebeck, der Heimstättenbund für Blumenthal und Umgebung und der Spar- und Bauverein Blumenthal. Das Unternehmen mit dem Namen Gemeinnützige Wohnungs- und Siedlungsgenossenschaft Bremen-Lesum GmbH (Gewosie) hatte nun 1470 Mitglieder und verwaltete 896 Wohnungen.
Nach dem Zweiten Weltkrieg wurde zunächst der Bestand verwaltet und renoviert. Seit 1949 begann die Gewosie mit dem Bau von neuen Wohnhäusern, vor allem in Lesum und in Lüssum-Bockhorn. Die Genossenschaft baute in dieser Zeit auch die erforderlichen Erschließungsstraßen. Bis 1953 entstanden 90 Wohngebäude mit 303 Mietwohnungen und 164 Eigentumshäuser mit 325 Wohnungen.
Bis 1966 entstand die größere Wohnsiedlung Vorberger Straße in Lüssum-Bockhorn mit 1383 Wohnungen. 1965 wurde das Wohnhochhaus Bürgermeister-Kürten-Straße errichtet. 1984/85 übernahm die Gewosie die wirtschaftlich gefährdete Sonnenhof eG. Ab Mitte 1980er Jahre stagnierte der Neubau. 1995 hatte die Gewosie 8400 Mitglieder und das Bauvolumen belief sich auf 168 Mio. Mark. Die Pflege und Modernisierung stand nunmehr im Vordergrund der Geschäftspraxis.
Frühere Geschäftsführer
- Werner Sonntag (1930–2007), in den 1970/90 Jahren

## Aktuell
Die Gewosie mit Sitz in der Hammersbecker Straße 173 hat zurzeit über 7100 Mitglieder. Das Geschäftsguthaben beläuft sich auf über 8 Mio. Euro. Das Unternehmen besitzt über 4000 Wohnungen in verschiedenen Bremen-Norder Stadtteilen mit über 235.000 Quadratmetern Wohnfläche.
2012 belief sich die Bilanzsumme auf über 149 Mio. Euro. Von 2002 bis 2012 wurden rund 159 Mio. Euro für Investitionen in den Wohnungsbestand getätigt.
Im Vorstand sind Gabriele Hoppen und Lars Gomolka; Aufsichtsratsvorsitzender ist Rainer Küchen.
Bei der Genossenschaft kontrollieren gewählte Gremien die Jahresabschlüsse. Sie werden dabei unterstützt vom gesetzlich vorgeschriebenen Prüfungsverband. Die Gremien entscheiden über die Verwendung des Reingewinns, über Projekte und Perspektiven. Wer eine Wohnung mieten möchte, muss Mitglied in der Genossenschaft sein.
Die Mitgliederzeitschrift der Gewosie heißt Ihr Vermieter.

## Weblink
- Gewosie-Homepage